# Private Stock Records
A Private Stock Records egy zenei kiadóvállalat, amely 1974-ben indult Larry Uttal vezetésével, miután őt eltávolították a Bell Recordstól. Nagy slágereket jelentetett meg David Soul (Don't Give Up on Us), Starbuck (Moonlight Feels Right), Austin Roberts (Rocky), Samantha Sang (Emotion), Walter Murphy és a Big Apple Band (A Fifth of Beethoven), és Frankie Valli (My Eyes Adored You) előadásában. A Blondie együttes bemutatkozó albuma ugyancsak ennél a kiadónál jelent meg 1976-ban, de miután nem ért el kereskedelmi sikereket, szerződést bontottak. 
A kiadó 1978-ban megszűnt. 